# Контра Коста Сентер (Калифорнија)
Контра Коста Сентер (енгл. Contra Costa Centre) насељено је место без административног статуса у америчкој савезној држави Калифорнија.

## Демографија
По попису из 2010. године број становника је 5.364, што је 231 (4,5%) становника више него 2000. године.
| Група             | 2000.         | 2010.         |
| Белци             | 3.702 (72,1%) | 3.182 (59,3%) |
| Афроамериканци    | 105 (2,0%)    | 216 (4,0%)    |
| Азијати           | 807 (15,7%)   | 1.155 (21,5%) |
| Хиспаноамериканци | 317 (6,2%)    | 560 (10,4%)   |
| Укупно            | 5.133         | 5.364         |